# L'epopea del cavaliere ripetente
L'epopea del cavaliere ripetente (落第騎士の英雄譚?, Rakudai kishi no kyabarurii, lett. "La cavalry del cavaliere fallito" con i kanji di "cavalry" che significano "epopea") è una serie di light novel scritta da Riku Misora e illustrata da Won, edita da SB Creative, sotto l'etichetta GA Bunko, da luglio 2013. Un adattamento manga di Megumi Soramichi è stato serializzato sulla rivista Gangan Online di Square Enix tra il 3 aprile 2014 e il 7 dicembre 2017, mentre un adattamento anime, coprodotto da Silver Link e Nexus e acquistato in Italia da Yamato Video, è stato trasmesso in Giappone tra il 3 ottobre e il 19 dicembre 2015.

## Trama
In un universo alternativo, gli esseri umani dotati di poteri soprannaturali, noti come Blazer, possono manifestare le proprie anime sotto forma di armi chiamate Device. Ikki Kurogane, soprannominato da tutti il "cavaliere ripetente", un giorno si imbatte in una ragazza seminuda, Stella Vermillion, mentre questi si cambia nella sua stanza. L'incontro fatale inciderà profondamente sulla vita di Ikki, il quale nel frattempo tenterà di raggiungere la vetta del Festival di combattimento delle sette stelle per diventare un vero cavaliere mago. Il festival è un evento annuale organizzato dalle sette accademie di cavalieri maghi del Giappone per determinare chi è l'apprendista cavaliere più forte tra le varie scuole. Il vincitore diventerà il nuovo "re spadaccino delle sette stelle", ma gli scontri da affrontare sono piuttosto combattuti, pur essendo di livello nazionale e giovanile, e nel peggiore dei casi i concorrenti potrebbero addirittura morire.

## Personaggi

I protagonisti Ikki e Stella

Ikki Kurogane (黒鉄 一輝?, Kurogane Ikki)
Doppiato da: Ryōta Ōsaka, Yukiyo Fujī (da giovane)
Il protagonista della serie e il coinquilino di Stella, ossia un Blazer di grado F, noto a tutti con il soprannome di Worst One (落第騎士?, Wāsuto Wan, lett. "Il peggiore" con i kanji per "Cavaliere ripetente"). Il suo Device è l'Intetsu e la sua arte nobile si chiama Ittō shura (一刀修羅?). Membro dell'illustre famiglia dei Kurogane, sin dall'infanzia è stato sottoposto a vari maltrattamenti da parte dei suoi stessi familiari, finché il suo bisnonno, un eroico Blazer dalla fama leggendaria, non lo incoraggiò a non arrendersi mai e a diventare più forte. Dopo aver sconfitto il suo rivale dell'anno passato, Shizuya Kirihara, il suo soprannome diventa.  Another One (無冠の剣王?, Anazā Wan, lett. "un altro"). Presto diventerà il fidanzato di Stella.
Stella Vermillion (ステラ・ヴァーミリオン?, Sutera Vāmirion)
Doppiata da: Shizuka Ishigami
L'eroina principale della serie e la compagna di stanza di Ikki, ossia una Blazer di grado A, considerata da tutti uno di quei geni che capitano una volta ogni decade. Il suo Device è il Laevateinn (妃竜の罪剣?, Rēvatein) e la sua arte nobile si chiama Katharterio Salamandra (天壌焼き焦がす竜王の焔?, Karusaritio Saramandora). È la seconda principessa dell'impero di Vermillion e da bambina, non essendo in grado di controllare i propri poteri, ogni volta che tentava di padroneggiarli finiva per prendere fuoco. A forza di tentativi, alla fine è riuscita ad avere pieno controllo delle proprie abilità. Presto diventerà la fidanzata di Ikki.
Shizuku Kurogane (黒鉄 珠雫?, Kurogane Shizuku)
Doppiata da: Nao Tōyama
La sorella minore di Ikki, ossia una Blazer di grado B estremamente ossessionata da suo fratello. Il suo Device è lo Yoishigure (宵時雨?) e le sue arti nobili si chiamano Shōha Suiren (障波水蓮?), Water Prison Orb (水牢弾?, Suirōdan) e Hisuijin (緋水刃?). Odia i suoi familiari per il trattamento che hanno riservato ad Ikki e non sopporta di dover portare il loro stesso cognome.
Nagi Arisuin (有栖院 凪?, Arisuin Nagi)
Doppiato da: Shintarō Asanuma
Soprannominato Alice, è il coinquilino di Shizuka che, pur essendo biologicamente maschio, si considera una femmina. Il suo Device è il Darkness Hermit e la sua arte nobile si chiama Shadow Bind (影縫い?, Shadō Baindo).
Ayase Ayatsuji (綾辻 絢瀬?, Ayatsuji Ayase)
Doppiata da: Yū Kobayashi
Una studentessa del terzo anno dell'accademia Hagun, figlia di un famoso spadaccino di nome Kaito, che si avvicina ad Ikki per chiedergli di farle da maestro. Due anni prima, suo padre aveva combattuto contro Kuraudo, un Blazer dell'accademia Tonrō, mettendo il suo dojo in gioco, ma così facendo perse e finì pure in coma. Dopo questo avvenimento, Ayase sfidò continuamente Kuraudo invano, ecco perché il suo obiettivo è poi diventato partecipare al Festival di combattimento delle sette stelle per ottenere la possibilità di riavere il dojo di famiglia indietro.
Tōka Tōdō (東堂 刀華?, Tōdō Tōka)
Doppiata da: Hisako Kanemoto
La presidentessa del consiglio studentesco dell'accademia Hagun, ossia una Blazer di rango B che si dice essere la più forte della scuola e che è specializzata nel battōjutsu. La sua arte nobile, Raikiri (雷切?), è una tecnica che le permette di sfoderare la spada alla velocità della luce. Nonostante sia ancora una studentessa e un cavaliere apprendista, ha già ottenuto diversi riconoscimenti in combattimenti veri, in quanto è stata chiamata più volte per aiutare a distruggere le basi dei rivoltosi. Dopo aver vinto contro Shizuku alle selezioni, viene sconfitta da Ikki.
Kurono Shingūji (新宮寺 黒乃?, Shingūji Kurono)
Doppiata da: Mariko Higashiuchi
La nuova direttrice dell'accademia Hagun. Nota a tutti col soprannome di World Clock, era la terza Blazer più forte al mondo. Dopo essere arrivata all'accademia, licenzia immediatamente tutti i membri dello staff che avevano pianificato di ostacolare Ikki, e crea anche le battaglie di selezione per dare la possibilità a tutti di partecipare al Festival di combattimento delle sette stelle.
Kagami Kusakabe (日下部 加々美?, Kusakabe Kagami)
Doppiata da: Yūka Aisaka
Un'aspirante giornalista, fondatrice del club del giornalino della scuola, che per quanto affermi di non essere interessata ai gossip, spesso e volentieri finisce per raccogliere qualsiasi informazione, scrivendo anche articoli di tipo scandalistico. Viene soprannominata "Kagamin" da Alice.
Nene Saikyō (西京 寧音?, Saikyō Nene)
Doppiata da: Yuka Iguchi
La migliore amica di Kurono che insegna part-time all'accademia Hagun. Nota a tutti come Yakshahime, possiede abilità allo stesso livello di quelle di Kurono. È un'atleta esperta che ha partecipato a tornei sportivi come il King of Knights (anche noto come KOK, una competizione corpo a corpo tra Blazer) e persino le Olimpiadi.
Yuri Oreki (折木 有里?, Oreki Yuri)
Doppiata da: Izumi Kitta
La coordinatrice di classe di Ikki e Stella. Pretende di essere chiamata "Yuri-chan" dai suoi studenti e, a causa di una malattia sconosciuta, rigetta un litro di sangue al giorno. In base a quanto detto da Ikki, è anche grazie a lei se è riuscito ad accedere all'accademia Hagun.
Renren Tomaru (兎丸 恋々?, Tomaru Renren)
Doppiata da: Mao Ichimichi
Il cavaliere apprendista numero tre dell'accademia Hagun. Nota a tutti con il soprannome di Runner's High, la sua arte nobile, Black Bird (ブラックバード?, Burakku Bādo), accumula velocità e quando raggiunge il massimo le permette di muoversi più velocemente del suono.
Utakata Misogi (御祓 泡沫?, Misogi Utakata)
Doppiato da: Megumi Han
Il vicepresidente del consiglio studentesco dell'accademia Hagun. È un amico d'infanzia di Tōka e Kanata.
Kanata Totokubara (貴徳原 カナタ?, Totokubara Kanata)
Doppiata da: Yōko Hikasa
Il cavaliere apprendista numero due dell'accademia Hagun. È la tesoriera del consiglio studentesco e, come Tōka, anche lei ha partecipato a combattimenti veri, ottenendo i suoi stessi risultati.
Ikazuchi Saijō (砕城 雷?, Saijō Ikazuchi)
Doppiato da: Ryōta Takeuchi
Il segretario del consiglio studentesco dell'accademia Hagun, soprannominato "Destroyer" (城砕き?, Desutoroiyā).
Shizuya Kirihara (桐原 静矢?, Kirihara Shizuya)
Doppiato da: Yoshitsugu Matsuoka
Un Blazer di grado C rivale di Ikki, noto a tutti come il "Cacciatore". Pur essendo piuttosto sicuro di sé, perde contro Ikki alle selezioni. La sua arte nobile è Area Invisible (狩人の森?, Eria Inbijiburu), che gli permette di creare una zona in cui diventa inintracciabile tramite sensi o odore, dove può combattere in tranquillità usando il suo Device a forma di arco da caccia chiamato Oborozuki.
Kuraudo Kurashiki (倉敷 蔵人?, Kurashiki Kuraudo)
Doppiato da: Yoshimasa Hosoya
L'asso dell'accademia Tonrō, ossia un Blazer di grado C che si è guadagnato il soprannome di "Sword Eater" (剣士殺し?).
Ryōma Kurogane (黒鉄 龍馬?, Kurogane Ryōma)
Doppiato da: Kinryū Arimoto
Un rinomato Blazer, bisnonno di Ikki e Shizuku.
Itsuki Kurogane (黒鉄 巌?, Kurogane Itsuki)
Doppiato da: Shō Hayami
L'attuale capofamiglia dei Kurogane, nonché il padre di Ōma, Ikki e Shizuku. È colui che rimproverava Ikki da bambino e gli impediva di mostrarsi al resto del mondo. Dopo che Ikki se ne andò di casa, fece di tutto per far fallire suo figlio e fargli ripetere un anno.
Ōma Kurogane (黒鉄 王馬?, Kurogane Ōma)
Il più anziano dei fratelli Kurogane. Se andò di casa cinque anni prima dell'inizio della storia ed è considerato disperso. Più tardi riappare come membro degli Akatsuki e, dopo aver sfidato Stella a duello, vince contro di lei.
Edelweiss (エーデルワイス?, Ēderuwaisu)
Il Blazer numero uno al mondo, ossia un criminale talmente forte la cui cattura è ormai ritenuta impossibile.
Yūdai Moroboshi (諸星 雄大?, Moroboshi Yūdai)
Il vincitore precedente del Festival di combattimento delle sette stelle. Combatte contro Ikki al primo round dell'attuale festival e perde contro di lui.

## Media

### Light novel
La serie di light novel è stata scritta da Riku Misora con le illustrazioni di Won. Il primo volume è stato pubblicato da SB Creative, sotto l'etichetta GA Bunko, il 13 luglio 2013 e al 15 dicembre 2023 ne sono stati messi in vendita in tutto diciannove. Il 24 dicembre 2021, lo sceneggiatore ha rivelato sul proprio profilo Twitter che la serie si sarebbe dovuta concludere a fine 2022 ma in seguito è stata posticipata al 15 dicembre 2023.
| Nº | Data di prima pubblicazione                | Data di prima pubblicazione | Data di prima pubblicazione |
| Nº | Giapponese                                 | Giapponese |                             |
| -- | ------------------------------------------ | --- | --------------------------- |
| 1  | 13 luglio 2013                             | ISBN 978-4-7973-7468-1 |                             |
| 2  | 15 ottobre 2013                            | ISBN 978-4-7973-7548-0 |                             |
| 3  | 15 gennaio 2014                            | ISBN 978-4-7973-7641-8 |                             |
| 4  | 15 aprile 2014                             | ISBN 978-4-7973-7720-0 |                             |
| 5  | 12 agosto 2014                             | ISBN 978-4-7973-7754-5 |                             |
| 6  | 15 dicembre 2014 (ed. regolare & limitata) | ISBN 978-4-7973-8031-6 (ed. regolare) ISBN 978-4-7973-8135-1 (ed. limitata)                                                                        |                             |
| 7  | 15 maggio 2015                             | ISBN 978-4-7973-8352-2 |                             |
| 8  | 15 ottobre 2015 (ed. regolare & limitata)  | ISBN 978-4-7973-8470-3 (ed. regolare) ISBN 978-4-7973-8471-0 (ed. limitata)                                                                        |                             |
| 9  | 15 dicembre 2015                           | ISBN 978-4-7973-8514-4 |                             |
| 10 | 15 aprile 2016                             | ISBN 978-4-7973-8731-5 |                             |
| 11 | 14 gennaio 2017                            | ISBN 978-4-7973-8943-2 |                             |
| 12 | 15 aprile 2017                             | ISBN 978-4-7973-9198-5 |                             |
| 13 | 13 ottobre 2017 (ed. regolare & limitata)  | ISBN 978-4-7973-9317-0 (ed. regolare) ISBN 978-4-7973-9355-2 (ed. limitata)                                                                        |                             |
| 14 | 13 aprile 2018                             | ISBN 978-4-7973-9586-0 |                             |
| 15 | 15 ottobre 2018                            | ISBN 978-4-7973-9901-1 |                             |
| 16 | 15 aprile 2019                             | ISBN 978-4-8156-0244-4 |                             |
| 17 | 14 novembre 2019                           | ISBN 978-4-8156-0382-3 |                             |
| 18 | 12 giugno 2020                             | ISBN 978-4-8156-0643-5 |                             |
| 19 | 15 dicembre 2023 (ed. regolare & limitata) | ISBN 978-4-8156-2167-4 (ed. regolare) ISBN 978-4-8156-2166-7 (ed. limitata con artbook) ISBN 978-4-8156-2354-8 (ed. limitata con artbook e arazzo) |                             |

### Manga
Un adattamento manga di Megumi Soramichi è stato serializzato sulla webzine Gangan Online di Square Enix tra il 3 aprile 2014 e il 7 dicembre 2017. I vari capitoli sono stati raccolti in undici volumi tankōbon, pubblicati tra il 12 dicembre 2014 e il 12 aprile 2018.

#### Volumi
| Nº | Data di prima pubblicazione | Data di prima pubblicazione | Data di prima pubblicazione |
| Nº | Giapponese                  | Giapponese                  |                             |
| -- | --------------------------- | --------------------------- | --------------------------- |
| 1  | 12 dicembre 2014            | ISBN 978-4-7575-4493-2      |                             |
| 2  | 13 marzo 2015               | ISBN 978-4-7575-4605-9      |                             |
| 3  | 13 aprile 2015              | ISBN 978-4-7575-4637-0      |                             |
| 4  | 14 ottobre 2015             | ISBN 978-4-7575-4755-1      |                             |
| 5  | 11 dicembre 2015            | ISBN 978-4-7575-4824-4      |                             |
| 6  | 13 aprile 2016              | ISBN 978-4-7575-4944-9      |                             |
| 7  | 13 ottobre 2016             | ISBN 978-4-7575-5091-9      |                             |
| 8  | 22 dicembre 2016            | ISBN 978-4-7575-5216-6      |                             |
| 9  | 13 giugno 2017              | ISBN 978-4-7575-5340-8      |                             |
| 10 | 11 ottobre 2017             | ISBN 978-4-7575-5496-2      |                             |
| 11 | 12 aprile 2018              | ISBN 978-4-7575-5651-5      |                             |

### Anime
Annunciato sul numero di aprile 2015 della rivista Monthly Shōnen Magazine di Square Enix, un adattamento anime di dodici episodi, coprodotto da Silver Link e Nexus per la regia di Shin Ōnuma e Jin Tamamura, è andato in onda dal 3 ottobre al 19 dicembre 2015. Le sigle di apertura e chiusura sono rispettivamente Identity di Mikio Sakai e Haramitsu Renge (波羅密恋華?) degli Ali Project. In Italia la serie è stata caricata da Yamato Video sulla piattaforma web PlayYamato, mentre in Australia e Nuova Zelanda gli episodi sono stati trasmessi in streaming in simulcast da AnimeLab. In America del Nord e nel Regno Unito, invece, i diritti sono stati acquistati rispettivamente da Sentai Filmworks per Hulu e da Viewster.

#### Episodi
| Nº | Titolo italiano Giapponese 「Kanji」 - Rōmaji | In onda          | In onda |
| Nº | Titolo italiano Giapponese 「Kanji」 - Rōmaji | Giapponese       |         |
| 1  | Il cavaliere ripetente I 「落第騎士 I」 - Rakudai kishi I | 3 ottobre 2015   |         |
| 1  | Di ritorno dalla sua corsa mattutina, Ikki Kurogane scopre Stella Vermillion, principessa del regno di Vermillion, mentre si sta cambiando nel proprio appartamento. Convocato dalla preside Kurono Shingūji nel suo ufficio, gli viene spiegato che lui e Stella saranno conviventi. Alle opposizioni di entrambi sul perché un Rango F, il grado di Blazer più basso, venga messo in stanza con un Rango A, il più forte, la donna risponde che si bilancerebbero a vicenda. Stella si oppone fermamente alla cosa (ancora imbarazzata dall'essere stata beccata seminuda), allora la preside propone ai due di sfidarsi in un duello. Al momento della sfida entrambi intendono dare il meglio di sé. Al segnale di inizio sfida Stella usa il suo Device, Laevateinn, dall'aspetto di una spada rovente, mentre Ikki si serve di Intetsu, dall'aspetto di una katana nera. Dopo aver schivato qualche colpo Ikki riesce a replicare gli attacchi di Stella, la quale ha l'impressione di combattere sé stessa. Infatti, non essendo dotato di talento e con nessuno che volesse insegnargli, Ikki ha sviluppato la tecnica Blade Steel, con la quale prende spunto e replicale tecniche avversarie. Percepisce che, oltre al talento, la tecnica è frutto anche di duro lavoro. Di seguito, quando la principessa gli lancia contro la sua arte nobile Katharterio Salamandra, Ikki sfodera la propria, Ittō Shura, grazie alla quale può usare la propria energia senza limiti. Sconfitta Stella, entrambi si accasciano a terra. Una volta in infermeria, Stella riceve la visita della preside, che le spiega la difficile situazione di Ikki. È il motivo stesso per cui li ha inseriti come coinquilini: potrebbero imparare molto l'uno dall'altra. Una volta tornata all'appartamento trova Ikki steso sul letto (Ittō Shura comporta un considerevole dispendio di energie, lasciandolo indebolito per 24 ore). Al suo risveglio Ikki ordina a Stella (essendosi accordati che il perdente sarebbe stato lo "schiavo" del vincitore) di essere la sua coinquilina, senza regole strane o altro. La ragazza, che sembra iniziare a provare qualcosa per lui, accetta. |                  |         |
| 2  | Il cavaliere ripetente II 「落第騎士 II」 - Rakudai kishi II | 10 ottobre 2015  |         |
| 2  | È il primo giorno di scuola, e Yuri Oreki, insegnante coordinatrice al suo primo giorno, informa le matricole dell'imminente "Festival delle Sette Stelle", con gli interessati che dovranno duellare tra loro per qualificarsi come rappresentanti all'evento. Dopo la lezione, Stella e Ikki si imbattono prima nell'aspirante giornalista Kagami Kusakabe, e poi in Shizuku, la sorella minore di Ikki, che appare subito ossessiva nei confronti del fratello. Ciò provoca un litigio tra lei e Stella, dove hanno la scellerata idea di lottare con i loro Device, venendo subito punite dalla preside Kurono a pulire i bagni. A fine giornata Shizuku si lascia scappare come la sua famiglia abbia sempre trattato suo fratello come se non esistesse. Quando ne parla con Ikki, questi dice a Stella come i Kurogane, noti per aver generato molti Blazer di successo, una volta constatata la sua mancanza di talento lo abbiano relegato in un angolo, considerandolo niente più che motivo d'imbarazzo. Non sopportando più di sentirli divertirsi, durante un capodanno scappò di casa, nonostante la terribile bufera all'esterno. Persosi e rischiando di morire per assideramento, venne salvato da suo nonno, Ryōma Kurogane, che lo esortò a non mollare. Nonostante le interferenze dei parenti (che l'anno prima avevano fatto pressioni sulla scuola per non farlo diplomare), Ikki ha intenzione di diventare forte per poter essere come suo nonno, di modo da dire parole simili alle sue se mai dovesse imbattersi in qualcuno nella sua stessa situazione. Entrata nella propria stanza, Shizuku si imbatte nel suo coinquilino Nagi "Alice" Arisuin. Dopo un iniziale momento di titubanza, si apre con lui confidandogli il suo disprezzo verso i Kurogane e la volontà di dare al fratello l'affetto che gli era stato sempre negato. |                  |         |
| 3  | Il cavaliere ripetente III 「落第騎士 III」 - Rakudai kishi III | 17 ottobre 2015  |         |
| 3  | Dopo un'altra mattina di allenamenti con Stella, Ikki riceve una mail da Shizuku, che lo invita ad andare al centro commerciale. Una volta presentatosi all'appuntamento accompagnato da Stella (molto gelosa e infastidita dall'ennesima interferenza della sorella di Ikki) fa la conoscenza di "Alice", il compagno di stanza di Shizuku. Come al loro primo incontro, Stella e Shizuku continuano a lanciarsi frecciatine, mentre al contempo tentano di attirare l'attenzione di Ikki. Cercando un attimo di respiro, il ragazzo si rifugia in bagno, seguito da Alice. Nello stesso istante un gruppo di criminali comandati da un Blazer fa irruzione nel centro commerciale, prendendo come ostaggi donne e bambini. Fortunatamente Ikki e Alice si erano nascosti grazie a Shadow Bind, l'arte nobile di quest'ultimo. Successivamente contattano per telefono la preside, che conferma loro il sequestro del centro commerciale, già presente sul notiziario. Apparentemente i delinquenti pretendono che venga pagata una cospicua somma di denaro, ma la donna sospetta che vogliano solo spargere paura tra la gente. Nel frattempo Stella, nel tentativo di salvare un bambino e la madre da un sequestratore troppo violento e per dare abbastanza tempo a Shizuku di creare una barriera d'acqua tra sé e gli ostaggi, è costretta da Bisho, il capo dei criminali, a togliersi i vestiti. Prima che possa andare oltre la barriera viene innalzata, mentre Ikki, Alice e Stella affrontano la banda. Ikki, in particolare, inabilità Bisho tagliandogli il braccio sinistro per impedirgli l'uso del suo Device, Judgment Ring. La situazione si complica quando una delle donne si rivela parte della banda, finché qualcuno la inabilita in un istante. Il misterioso individuo, fino a quel momento invisibile, si mostra: è Shizuya Kirihara, un Blazer di Rango C già rappresentante, l'anno prima, al Festival delle Sette Stelle. Dopo l'arresto dei banditi, Kirihara mostra un atteggiamento piuttosto arrogante di fronte ad Ikki, chiedendogli se ha controllato la sua mail. Questi scopre che Kirihara sarà il suo primo avversario alle selezioni. |                  |         |
| 4  | Il cavaliere ripetente IV 「落第騎士 IV」 - Rakudai kishi IV | 24 ottobre 2015  |         |
| 4  | Stella rientra nell'appartamento dopo aver vinto contro il suo primo avversario (ritiratosi dopo essersi trovato di fronte la principessa), trovando Ikki mentre guarda un video nel tentativo di valutare le capacità di Kirihara. L'arte nobile di quest'ultimo, Area Invisibile, gli consente di evocare una foresta e di rendersi del tutto irrintracciabile dall'avversario, così da colpirlo in tutta calma con il suo Device Oborozuki, un arco capace di sparare un numero infinito di frecce, motivo per cui è soprannominato il "Cacciatore". Quel pomeriggio, durante la sua solita corsa, Ikki incrocia Alice, e quando questi gli chiede della sua ruggine con Kirihara, racconta che l'anno prima, considerandolo una preda facile, il Cacciatore attaccò Ikki con una scusa, con quest'ultimo che non reagì per non fornire un pretesto per cacciarlo dalla scuola. Comprendendo quanto dolore abbia dentro, Alice si chiede per quanto tempo andrà avanti così. Il giorno dopo Ikki, tesissimo per lo scontro imminente pur non dandolo a vedere di fronte ai suoi amici, entra nell'arena. Dopo l'evocazione dei loro Device, Kirihara attiva l'Area Invisibile, mimetizzandosi completamente nella foresta. Inizialmente Ikki riesce a bloccare alcune frecce, ma il suo avversario mostra di aver evoluto la propria abilità rendendo invisibili anche le frecce. Dopo alcuni colpi Ikki cade a terra, mentre Kirihara inizia a canzonarlo, spingendo anche gli spettatori a fare lo stesso. Il teatrino termina quando Stella urla con rabbia di smetterla, per poi rivolgersi ad Ikki spronandolo a non arrendersi contro un tipo simile. Ripresosi, questa volta riesce a bloccare l'attacco seguente, capendo che le frecce cambiano direzione rispetto a quanto detto dal suo rivale. La commentatrice, Nene Saikyō, afferma che, ragionando sui colpi ricevuto e la logica usati finora dall'avversario (Blade Steel), Ikki ha pure analizzato la sua personalità, riuscendo ad individuarlo (Perfect Vision). Passato improvvisamente da cacciatore a preda, Kirihara inizia a scappare terrorizzato. Pur scagliandogli tutti i colpi di cui dispone, Ikki riesce a metterlo alle strette, inducendolo a dichiararsi sconfitto pur di non sentire dolore. A notte fonda, in infermeria, i due coinquilini ammettono i propri sentimenti, decidendo inoltre di ritrovarsi in finale per decidere chi sarà il più forte. |                  |         |
| 5  | L'esperienza della principessa 「皇女の体験」 - Kōjo no taiken | 31 ottobre 2015  |         |
| 5  | Due settimane dopo lo scontro con Kirihara, Ikki ha superato gli incontri successivi con facilità, perdendo presto il suo soprannome di "Worst One" che muta in "Another One", e diventando popolare tra gli altri studenti, offrendosi come mentore per perfezionare la loro forza utilizzando ciò che ha imparato sulla spada. Tuttavia, Stella si sente frustrata quando Ikki non le presta abbastanza attenzione da quando sono diventati una coppia. In seguito Ikki porta lei, Shizuku, Alice e i suoi seguaci alla piscina locale per un ulteriore allenamento. Lì, Shizuku e Alice discutono dell'affetto che la prima nutre nei confronti di Ikki nonostante la loro relazione biologica. Nel frattempo, dopo aver parlato della relazione tra lei e Ikki con la compagna di classe Kagami Kusakabe, Stella e Ikki litigano dopo che lei rivela di aver mal interpretato il fatto che a Ikki non piace più, cosa che lui nega prontamente. Risolta la loro incomprensione, Ikki propone a Stella di dirsi a vicenda quello che vogliono fare di più in quel momento, e i due si baciano. Sulla via del ritorno, Ikki e Stella vengono informati che i loro prossimi avversari sono i membri del consiglio studentesco. |                  |         |
| 6  | Ammazza spadaccini I 「剣士殺し I」 - Kenshi koroshi I | 7 novembre 2015  |         |
| 6  | Mentre Ikki e Stella continuano a fare progressi negli incontri di selezione, Ikki si accorge di essere pedinato da una studentessa, che si identifica come Ayase Ayatsuji, la figlia del famoso spadaccino Kaito Ayatsuji. Quest'ultima intendeva chiedere a Ikki di aiutarla a migliorare la sua abilità nella spada, ma non è mai riuscita ad avvicinarsi direttamente a lui a causa della sua androfobia, e Ikki accetta di darle lezioni, con grande sorpresa di Stella e Shizuku. Durante l'allenamento, deduce che il problema di Ayase risiede nell'imitazione dello stile del padre, impossibile da replicare. Propone quindi che, dato che ora si è dedicata completamente all'imitazione di questo stile e non può utilizzare nessun'altra tecnica, deve aggiustare la sua postura comprendendo la sua anatomia. Grazie a questo consiglio, Ayase riesce a colpire Ikki con facilità. Mentre accompagna Ikki e Ayase a casa, Stella chiede a Shizuku se è gelosa di Ayase e lei lo nega, augurandosi che Stella si prenda sempre cura di Ikki e non lo tradisca mai. Una sera, mentre cenano con Ayase, Ikki e Stella incontrano Kuraudo Kurashiki, un Blazer che conosce Ayase e disprezza gli spadaccini, il quale inizia a molestare Ayase e ferisce Ikki, ma questi decide di non rispondere alle provocazioni per evitare l'espulsione. Una volta che Kurashiki e i suoi compagni se ne sono andati, il trio viene avvicinato da Utakata Misogi e Kanata Totokubara, membri del consiglio studentesco dell'Accademia Hagun, che lodano Ikki per non essersi vendicato di Kuraudo. Mentre tornano a casa, Ikki e Ayase vengono informati che i loro prossimi avversari del festival saranno l'uno l'altro. La sera seguente, Ikki si incontra con Ayase sul terrazzo della scuola. |                  |         |
| 7  | Ammazza spadaccini II 「剣士殺し II」 - Kenshi koroshi II | 14 novembre 2015 |         |
| 7  | Ayase e Ikki si incontrano sul terrazzo, e Ayase salta di sotto, spingendo Ikki a usare la sua arte nobile per salvarla. Ayase rivela di aver pianificato di impedire a Ikki di usare le sue abilità durante la loro sfida, poiché può usarle solo una volta ogni 24 ore. Ormai debole ed esausto, Ikki riesce in qualche modo a tornare nella sua stanza dove Stella, che stava facendo un sogno perverso, si risveglia e aiuta Ikki. Ikki si ritrova così a combattere contro Ayase senza le sue abilità e su un campo di battaglia pieno di trappole che Ayase ha preparato. Tuttavia, Ikki, che ha capito il motivo per cui Ayase è così determinata, vuole comunque aiutarla a ritrovare il suo orgoglio. Nonostante i gradi danni subiti, Ikki riesce non solo a vedere e a neutralizzare la tecnica di Ayase per vincere, ma anche a fare breccia in lei e a offrirle il suo aiuto per farle riconquistare ciò che ha perso. |                  |         |
| 8  | Ammazza spadaccini III 「剣士殺し III」 - Kenshi koroshi III | 21 novembre 2015 |         |
| 8  | Accompagnato da Stella e Ayase, Ikki si reca al dojo della famiglia di Ayase e sfida Kurashiki a duello per reclamare il dojo. Mentre il combattimento procede, Ikki subisce alcuni danni dalla Orochimaru di Kurashiki, ricordando ad Ayase la lotta di suo padre con Kurashiki, che la ferisce internamente. Quando Ayase vuole interrompere il combattimento, Stella la ferma, dicendole che non potrà riavere il dojo se lo farà, e che Ikki si sta godendo il combattimento, proprio come faceva suo padre. Ayase si rende conto che le scuse del padre alla fine dell'incontro erano rivolte a Kurashiki per non essere stato in grado di eseguire la sua mossa finale e per essere crollato a metà dell'incontro. Utilizzando lui stesso la tecnica segreta del padre di Ayase, Ikki vince l'incontro e restituisce ad Ayase il dojo Ayatsuji Itto. In seguito, Ayase confessa il suo errore alla scuola e suo padre riprende conoscenza in ospedale. |                  |         |
| 9  | Le vacanze della principessa 「皇女の休日」 - Kōjo no kyūjitsu | 28 novembre 2015 |         |
| 9  | La preside manda Ikki e Stella a un campo di addestramento. Stella è inizialmente entusiasta, credendo di poter passare un po' di tempo da sola con Ikki, ma si scopre che sono stati mandati ad aiutare il consiglio studentesco a ripulire il campo di addestramento. Dopo le pulizie, Stella insiste per salire sulle montagne per vedere la cascata con Ikki, nonostante abbia la febbre. Colti da un'improvvisa tempesta, si rifugiano in una baita abbandonata e i vestiti fradici di Stella portano a una situazione imbarazzante che obbliga Ikki a spogliarla per impedirle di stare male. Più tardi, vengono attaccati da un Blazer utilizzatore di marionette che controlla i golem, ma l'attacco viene sventato dai membri del consiglio studentesco, mentre la stessa presidente del consiglio studentesco Toka Todo si occupa del Blazer. Nel frattempo, Shizuku torna a casa Kurogane per affrontare il padre e scopre che la sua prossima avversaria sarà Toka Todo. |                  |         |
| 10 | Strega degli abissi VS Raikiri 「深海の魔女 VS 雷切」 - Shinkai no majo Vs Raikiri | 5 dicembre 2015  |         |
| 10 | Mentre Shizuku affronta la presidente del consiglio studentesco Toka Todo, Ikki e Stella sono preoccupati perché hanno visto di persona il potere di Toka. Nonostante ciò, Shizuku è determinata a vincere per dimostrare che è abbastanza forte da stare al fianco del fratello nella sua lotta contro tutti, soprattutto contro la famiglia Kurogane, ma Toka si mostra tranquilla e composta. Man mano che la battaglia procede, Shizuku si rende conto che Toka è più veloce e più forte di lei, quindi opta per un'arma difensiva e per attacchi di acqua e ghiaccio a lungo raggio. Ricopre l'arena di ghiaccio per avere un vantaggio sul terreno, ma Toka è in grado di fare breccia attraverso i suoi attacchi. Quando Toka dimostra la capacità di colmare istantaneamente il divario con il suo Trackless Step, Shizuku riempie l'arena con una fitta nebbia per usare il suo attacco finale contro Toka, tuttavia perde lo stesso l'incontro contro la contromossa dell'avversaria. |                  |         |
| 11 | Il re spadaccino senza corona I 「無冠の剣士 I」 - Mukan no kenshi I | 12 dicembre 2015 |         |
| 11 | La commissione etica, controllata dalla famiglia Kurogane e da Akaza, crea uno scandalo fotografando Stella e Ikki mentre si baciano nel cortile della scuola. Ikki viene poi arrestato e rinchiuso in una prigione speciale di proprietà della famiglia Kurogane, dove viene continuamente interrogato e costretto a combattere gli incontri di selezione anche mentre è imprigionato. Nonostante le probabilità contro di lui, Ikki continua a vincere i suoi incontri. Durante una delle sue udienze, chiede di poter parlare con suo padre, cosa che viene concessa con grande stupore di tutti. Tuttavia, il padre gli dice di abbandonare il processo di selezione; se Ikki vincesse, provocherebbe disordini nell'organizzazione paterna, ispirando coloro che non hanno capacità magiche a puntare più in alto. Ikki è sconvolto dal fatto che il padre si rifiuti ancora di riconoscerlo; tuttavia, la professoressa Yuri gli passa una ciocca di capelli di Stella ricordandogli la promessa di combattere contro quest'ultima al Festival delle Sette Stelle. La commissione etica informa Ikki che il suo ultimo avversario negli incontri di selezione sarà Toka Todo e che, se perderà, dovrà rinunciare al suo sogno. |                  |         |
| 12 | Il re spadaccino senza corona II 「無冠の剣士 II」 - Mukan no kenshi II | 19 dicembre 2015 |         |
| 12 | L'ultimo incontro di Ikki, contro Toka Todo, sarà trasmesso in tutto il mondo. Stella e Alice vincono i loro incontri finali e si piazzano al Festival delle Sette Stelle. Anche se esausto e ferito per i precedenti incontri e per i maltrattamenti subiti in prigione e tormentato dai dubbi su se stesso, Ikki arriva in tempo all'arena, acclamato da tutti i membri dell'Accademia Hagun. Toka Todo, così come tutti gli altri, sa che l'incontro è fissato ma vuole comunque mettere alla prova la determinazione di Ikki a combattere per i più deboli. Ikki sconfigge Toka Todo, sorprendendo Akaza, che rifiutandosi di accettare l'esito dell'incontro, tenta di attaccare il ragazzo, la Stella interviene e la sconfigge facilmente. Quando Stella è vicina a lui, le chiede di sposarlo mentre la notizia viene trasmesso in tutto il mondo. In seguito, l'Imperatore di Vermillion telefona al padre di Ikki e suggerisce che i figli non debbano essere oppressi dagli obiettivi politici dei genitori. Si tiene una cerimonia in onore dei sei rappresentanti della scuola per il Festival delle Sette Stelle e Ikki viene nominato leader e portabandiera da Toka Todo. In seguito, Ikki viene visto parlare con Stella della sua proposta, ma prima che possa accadere qualcosa, arrivano Shizuku e Alice. Shizuku crea nuove regole per insegnare a Stella come diventare una sposa, ma ciò fa infuriare la ragazza, che crede che alcune delle regole siano inventate e per ripicca cerca di imporre le proprie regole. |                  |         |